# Помероди
Помероди (порт. Pomerode)  —  муниципалитет в Бразилии, входит в штат Санта-Катарина. Составная часть мезорегиона Вали-ду-Итажаи. Находится в составе крупной городской агломерации Агломерация Вали-ду-Итажаи. Входит в экономико-статистический  микрорегион Блуменау. Население составляет 24 607 человек на 2006 год. Занимает площадь 215,904 км². Плотность населения — 114,0 чел./км².

## История
Город основан 21 января 1959 года.

## Статистика
- Валовой внутренний продукт на 2003 составляет 333.132.719,00 реалов (данные: Бразильский институт географии и статистики).
- Валовой внутренний продукт на душу населения на 2003 составляет 14.193,98 реалов (данные: Бразильский институт географии и статистики).
- Индекс развития человеческого потенциала на 2000 составляет 0,849 (данные: Программа развития ООН).

## География
Климат местности: умеренный.